# Синя радість
Синя радість (англ. Blue Sunshine) — американський трилер 1978 року.

## Сюжет
Джеррі помилково звинувачують у трьох вбивствах, що сталися на вечірці, на якій він мав нещастя бути присутнім. Джеррі вдається до втечі, а вбивства між тим тривають, лише посилюючи підозри поліції щодо нього.

## У ролях
| Актор               | Роль                |
| ------------------- | ------------------- |
| Залман Кінг         | Джеррі Зіпкін       |
| Дебора Вінтерс      | Алісія Свіні        |
| Марк Годдар         | Едвард Флеммінг     |
| Роберт Волден       | Девід Блюм          |
| Чарльз Зіберт       | детектив Клей       |
| Енн Купер           | Венді Флеммінг      |
| Рей Янг             | Вейн Малліган       |
| Еліс Гостлі         | сусід О'Меллі       |
| Стефан Гіраш        | лейтенант Дженнінгс |
| Річард Крістал      | Френні Скотт        |
| Білл Адлер          | Ральфі              |
| Барбара Квінн       | Стефані             |
| Адріана Шоу         | Барбара О'Меллі     |
| Білл Сорреллс       | Річі Граззо         |
| Джеффрі Дрюс        | Джанкі              |
| Міган Кінг          | продавець зброї     |
| Арджентіна Брунетті | місіс Розелла       |
| Лаура Букер         | Саманта             |
| Девід Шварц         | Джейсон             |
| Стів Теннес         | Джо                 |
| Брайон Джеймс       | Тоні                |